# Manau
Manau — французский хип-хоп-коллектив, сформированный Марсьялем Трикоше, Седриком Субироном и Арвэ Лардиком. Группа известна смесью в своей музыке кельтских мотивов и современных хип-хоп-мелодий. Название группы — старое гэльское имя острова Мэн.
Марсьяль и Седрик познакомились в 1995 году. Седрик тогда пробовал себя в музыке стиля джаз-фанк и был диджеем. Марсьяль сначала писал тексты, посвящённые жизни в большом городе, однако со временем увлёкся жанром фэнтези, кельтскими легендами и преданиями, и в его текстах появились старинные замки и храбрые воины. Вскоре ребята привлекли к своему творческому процессу Арвэ Лардика, игравшего на аккордеоне и некоторых других инструментах с семи лет.
Первый сингл Manau «La tribu de Dana» (Племя Дану) вышел в 1998 году и имел огромный успех, который подтвердился проданными 1,5 миллионами копий в первые два месяца после его выхода. Через два месяца после выхода сингла свет увидел альбом «Panique celtique», возглавивший французские чарты с 500000 проданных копий в первую неделю.
В 1999 году группа получила награду за лучший рэп-альбом года на французской Victoires de la Musique и была на пике популярности, но тут внезапно принял решение об уходе мультиинструменталист Лардик.
В 2000 году группа выпустила альбом «Fest noz de paname», в котором традиционные волынка и бомбарда уже играли роль эффектов, а не доминирующей музыкальной составляющей. В 2005 вышел альбом «On peut tous rêver». В 2011 году Марсьяль решает возродить группу и выпускает альбом «Panique celtique II, le village», являющийся своеобразным продолжением дебютного альбома, с текстами на средневековую тематику и кельтской музыкальной составляющей. В ютубе клип на песню с этого альбома — Le Curé et les loups - превышает отметку в миллион просмотров. В 2013 году выходит альбом «Fantasy», также в немалой степени посвящённый кельтской эстетике, на несколько песен были сняты клипы со сценками из средневековой жизни. В 2015 году выходит в свет очередной альбом «Celtique d’aujourd’hui» (в переводе с французского — Кельты сегодня), тексты которого также посвящены увлечению Марсьяля кельтскими легендами, однако в музыке преобладает классическое хип-хоп звучание. В ютубе клип на песню с этого альбома — Le Chant du coq - также набрал более миллиона просмотров. В 2018 году Марсьяль отметил двадцатилетие хита «La tribu de Dana» клипом на песню «Ma Reine», снятом в той же локации, что и клип на дебютный хит. 16 ноября 2018 года на официальном канале группы вышел клип на новую песню под названием Tout le monde est là, в видео снова появился Седрик Субирон, а в самой песне использована известная фольклорная бретонская мелодия Son Ar Chistr, таким образом, группа продолжает развивать свой фирменный стиль «кельтский рэп».
В 2023 году группа выпустила новый альбом Requiem pour un celte (в переводе с французского — Реквием по кельту).

## Дискография
- La Tribu de Dana (1998) (сингл)
- Panique Celtique (1998)
- Fest Noz de Paname (2000)
- Premier Pas (2003) (сольный альбом Трикоше)
- On Peut Tous Rêver (2005)
- Panique celtique II, le village (2011)
- Fantasy (2013)
- Celtique d’aujourd’hui (2015)
- Requiem pour un celte (2023)